# رامون الكسندر
رامون الكسندر هو سياسي أمريكي، ولد في 19 أكتوبر 1984 في تالاهاسي في الولايات المتحدة. نشط حزبياً في الحزب الديمقراطي. وقد انتخب عضو مجلس نواب فلوريدا ‏.